# Xavier Fournier-Bidoz
Xavier Fournier-Bidoz (25 settembre 1970) è un allenatore di sci alpino ed ex sciatore alpino francese.

## Biografia

### Carriera sciistica
Specialista delle prove veloci originario di Le Grand-Bornand, Fournier-Bidoz debuttò in campo internazionale in occasione dei Mondiali juniores di Madonna di Campiglio 1988; in Coppa del Mondo ottenne il primo piazzamento l'11 dicembre 1992 in Val Gardena in discesa libera (63º) e conquistò il miglior risultato il 13 gennaio 1996 a Kitzbühel in discesa libera (14º). Ai successivi Mondiali di Sierra Nevada 1996, sua unica presenza iridata, si classificò 46º nella discesa libera e 33º nella combinata; prese per l'ultima volta il via in Coppa del Mondo il 21 dicembre 1998 a Innsbruck in supergigante, senza completare la prova, e si ritirò al termine della stagione 1998-1999: la sua ultima gara fu un supergigante FIS disputato il 9 aprile a Flaine. Non prese parte a rassegne olimpiche.

### Carriera da allenatore
Dopo il ritiro è diventato allenatore nei quadri della Federazione sciistica della Francia, ricoprendo l'incarico di responsabile delle prove veloci della nazionale maschile.

## Palmarès

### Coppa del Mondo
- Miglior piazzamento in classifica generale: 105º nel 1996

### Campionati francesi
- 1 medaglia (dati dalla stagione 1994-1995):
  - 1 oro (supergigante nel 1996)